# اوزيغنا
اوزيغنا هي بلدية في مدينة تورينو الحضرية في المنطقة الإيطالية بيدمونت ، حيث تقع على بعد حوالي 30 كيلومتر (19 ميل) شمال تورينو .